# Marathon van Nagoya 1999
De marathon van Nagoya 1999 werd gelopen op zondag 14 maart 1999. Het was de 20e editie van de marathon van Nagoya. Alleen vrouwelijke elitelopers mochten aan de wedstrijd deelnemen. De Russische Ljoebov Morgoenova kwam als eerste over de streep in 2:27.43.

## Uitslagen
| rang   | naam               | land | tijd    |
| ------ | ------------------ | ---- | ------- |
| Goud   | Ljoebov Morgoenova | RUS  | 2:27.43 |
| Zilver | Mayumi Ichikawa    | JPN  | 2:27.57 |
| Brons  | Hiromi Ominami     | JPN  | 2:30.19 |
| 4      | Masae Ueoka        | JPN  | 2:32.41 |
| 5      | Takami Ominami     | JPN  | 2:33.05 |
| 6      | Ayano Kozuka       | JPN  | 2:33.56 |
| 7      | Mayumi Nagamori    | JPN  | 2:34.00 |
| 8      | Takako Hirose      | JPN  | 2:34.01 |
| 9      | Yuko Kawakami      | JPN  | 2:34.09 |
| 10     | Miina Ogawa        | JPN  | 2:34.48 |
| 11     | Yukari Komatsu     | JPN  | 2:35.27 |
| 12     | Yuko Maeda         | JPN  | 2:35.34 |
| 13     | Saori Murase       | JPN  | 2:36.44 |
| 14     | Masako Saito       | JPN  | 2:37.20 |
| 15     | Hiromi Nakayama    | JPN  | 2:37.21 |
| 16     | Miwa Muto          | JPN  | 2:38.53 |
| 17     | Kaoru Yamada       | JPN  | 2:39.26 |
| 18     | Junko Kataoka      | JPN  | 2:39.58 |
| 19     | Masako Kusakaya    | JPN  | 2:40.28 |
| 20     | Tomoko Hirata      | JPN  | 2:40.48 |
| 21     | Manami Fujii       | JPN  | 2:41.08 |
| 22     | Shiki Sekiuchi     | JPN  | 2:41.20 |
| 23     | Natsuko Muramatsu  | JPN  | 2:41.28 |
| 24     | Shoko Kawashima    | JPN  | 2:42.39 |
| 25     | Eri Matsubara      | JPN  | 2:42.44 |

1984 ·
1985 ·
1986 ·
1987 ·
1988 ·
1989 ·
1990 ·
1991 ·
1992 ·
1993 ·
1994 ·
1995 ·
1996 ·
1997 ·
1998 ·
1999 ·
2000 ·
2001 ·
2002 ·
2003 ·
2004 ·
2005 ·
2006 ·
2007 ·
2008 ·
2009 ·
2010 ·
2011 ·
2012 ·
2013 ·
2014 ·
2015 ·
2016 ·
2017